# Скелетон на зимових Олімпійських іграх 2018
Змагання зі скелетону на зимових Олімпійських іграх 2018 в Пхьончхані проходили з 15 по 17 лютого в центрі санних видів спорту «Альпензія», розташованому в курорті Альпензія, поблизу селища Деквалмйон.
У рамках змагань було розіграно 2 комплекти нагород.

## Кваліфікація
За підсумками кваліфікаційних змагань олімпійські ліцензії отримали 50 спортсменів (30 чоловіків і 20 жінок), при цьому максимальна квота для одного олімпійського комітету складала 6 спортсменів (3 чоловіки і 3 жінки).

## Розклад
Увесь час (UTC+9).
| День   | Дата      | Старт         | Соревнование                |
| ------ | --------- | ------------- | --------------------------- |
| День 7 | 15 лютого | 10:00 — 12:25 | Заїзди 1-й і 2-й (чоловіки) |
| День 8 | 16 лютого | 9:30 — 11:55  | Заїзди 3-й і 4-й (чоловіки) |
| День 8 | 16 лютого | 20:20 — 22:10 | Заїзди 1-й и 2-й (жінки)    |
| День 9 | 17 лютого | 20:20 — 22:25 | Заїзди 3-й і 4-й (жінки)    |

## Чемпіони та медалісти

### Таблиця медалей
| Місце | Країна                             | Золото | Срібло | Бронза | Загалом |
| ----- | ---------------------------------- | ------ | ------ | ------ | ------- |
| 1     | Велика Британія (GBR)              | 1      | 0      | 2      | 3       |
| 2     | Південна Корея (KOR)               | 1      | 0      | 0      | 1       |
| 3     | Німеччина (GER)                    | 0      | 1      | 0      | 1       |
| 3     | Спортсмени-олімпійці з Росії (OAR) | 0      | 1      | 0      | 1       |
|       | Усього                             | 2      | 2      | 2      | 6       |

### Дисципліни
| Дисципліна | Золото                         | Золото  | Срібло                                         | Срібло  | Бронза                            | Бронза  |
| ---------- | ------------------------------ | ------- | ---------------------------------------------- | ------- | --------------------------------- | ------- |
| Чоловіки   | Юн Сон Бін · Південна Корея    | 3.20.55 | Микита Трегубов · Спортсмени-олімпійці з Росії | 3.22.18 | Домінік Парсонс · Велика Британія | 3.22.20 |
| Жінки      | Ліззі Ярнолд · Велика Британія | 3:27.28 | Жаклін Леллінг · Німеччина                     | 3:27.73 | Лора Діз · Велика Британія        | 3:27.90 |